# Joël Dugrenot
Joël Dugrenot, né le 30 avril 1947 à Paris et décédé dans la même ville le 14 juin 2016, est un bassiste, compositeur français. Il assure la production artistique de plusieurs albums dont les siens. Au  cours de son parcours artistique, il explore le rock, le rock progressif, le jazz rock, la fusion – celle du rock, du jazz et du classique - et la musique électronique sans hésiter à transgresser ces styles pour s’affranchir de leurs limites,. Il s’intéresse également à la fusion des arts en associant images et sons et en travaillant avec des peintres, plasticiens et concepteurs d’images de synthèse. « Sa musique fusionne l’héritage de la musique classique européenne avec l’apport du jazz et du rock sans pour autant s’insérer dans le cadre restrictif du jazz-rock » écrit le producteur, cofondateur du label Muséa, Francis Grosse, dans un article qu’il signe dans Notes en 1986.

## Biographie

### Débuts en fanfare entre copains
Joël Dugrenot découvre le milieu de la musique et la scène au cœur des années 1960 au sein du groupe Vigon et les Lemons qu’il forme au côté de Vigon (chant), Alain Goldstein (guitare), Michel Jonasz (clavier) et Jano Padovani (batterie). Le groupe reprend les futurs standards du rock et du rythm’and blues, joue dans les boites parisiennes branchées de l’époque (Golf-Drouot, Bus Palladium, Bilboquet…), fait les premières de l’Olympia et effectue de nombreuses tournées en France comme en Europe et Afrique du Nord.

### Grand saut dans la musique progressive
Entre 1967 et 1971, Joël Dugrenot joue au côté de plusieurs chanteurs de variété dont Nino Ferrer, Jacques Dutronc et Gilbert Montagné.
En 1971, il entre dans le groupe de Joël Daydé avec lequel il enregistre un album (Daydé) et un 45 tours (Only a man / Paperback writer). Il enregistre également pour l’album Le son tombé du ciel d’Alain Markusfeld (1971) où il joue de la basse et de la contrebasse.
En 1973, il participe à la fondation de ZAO au côté de Yochk’o Seffer (ex Magma, saxophone, clarinette) et Faton Cahen (ex Magma, piano) ainsi que Jean-My Truong (batterie), Jean-Yves Rigaud (violon) et Mauricia Platon (chant). L’album Z=7L (1973) fait connaître le groupe y compris en dehors des frontières françaises notamment au Japon à la faveur d’une tournée qu’il effectue en octobre 1974. Il est suivi de l’album Osiris en 1974 sans Mauricia Platon et avec, en invités, Marc Chantereau et Pierre Guignon aux percussions.
Après Osiris et un dernier album avec Yochk’o Seffer à l'occasion du projet de George Jinda, Speed Limit (1974), Joël Dugrenot quitte ZAO pour Clearlight, en 1975. Il chante sur la musique du film de Pierre Clémenti  "Visa de Censure N°X" qui sortira en album sous le nom de Delired Cameleon Family en 1975. Puis, il participe en tant que bassiste, compositeur, arrangeur et chanteur à Forever Blowing Bubbles (1975). L'album est enregistré pour Virgin au Manor studio et suivi d'une tournée suivi d'une tournée en première de Gong  en Angleterre. Cette période est l'occasion de rencontrer, par l’entremise du manager du groupe, Jacques Reland, des artistes britanniques tels que David Cross (ex King Crimson) avec lesquels il collabore par la suite. Enfin il prend en charge la production artistique (et la basse) sur Les contes du Singe fou (1977).
En parallèle, il assure la production artistique d’albums pour son ami Emmanuel Booz (Le Clochard, 1976) pour lequel il écrit également deux titres dont « 100 mille ans », pour Sémolina (1976) qui deviendra Téléphone et pour Mama Béa (La Folle, 1976 et Visages, 1979).

### En solo
En 1976, il entame également sa carrière de compositeur en solo et commence à enregistrer le futur album Mosaïques qui ne sortira qu’en 90 et qui, outre sa qualité artistique, est remarquable par la qualité de ses intervenants : David Cross (ex King Crimson, violon), François Jeanneau (ex Triangle, saxophone & flute), Fred Frith (guitare), Pierre Moerlen (ex Gong, batterie), Nigel Morris (ex Isotope, batterie), David Rose (violon)…
Il sort pendant cette longue période trois autres albums. Le premier est une commande pour Armande Altaï. Il écrit et arrange la musique d’Atavisme qui sort en 1979. Vient ensuite Boomerang (1982). Plus rock que Mosaïques, Boomerang associe un certain nombre de musiciens en commun avec ce dernier dont Manuel Villaroel (piano), David Rose (violon) et Marc Bonnet-Maury (violon). Un troisième album, See, sort aux États-Unis seulement en 1984 en format cassette. Il associe les mêmes musiciens que Boomerang ainsi que François Jeanneau (flûte, sax), Jorgen Roth (flûte, sax) et Michael Nick (violon). Pendant cette période, il réalise également des œuvres de commande, notamment pour le cinéma.

### Mélange des arts
Dans les années qui suivent, il poursuit son exploration de la relation entre l’image et le son pour réaliser de véritables performances multimédias associant musiciens, peintres et plasticiens à travers la création d’Alliages qui produira plusieurs spectacles dont un au salon de la maquette en 1994. Parmi les artistes impliqués, Jean-Jacques Killian (1958 - 2007), peintre ayant assuré la pochette de la réédition de Boomerang en 1990. En parallèle, il participe au groupe Staccato, emmené par son ami le batteur Chris Stassinopoulous rencontré des années plus tôt à l’occasion de la collaboration de ce dernier à la tournée de ZAO qui suit l’album Osiris. Le groupe donne plusieurs concerts à Paris au Duc des Lombards, au Baisé salé et à La balle au Bond, sur la base d’improvisations et de compositions de ses membres (Chris Stassinopoulos – batterie, Michel Paquie – piano, Jean-Claude Gaupin – guitare, Jorgen Roth – Saxophone, Joël Dugrenot – basse) associant parfois des invités comme Francis Moze (basse) et Patrick Castille (guitare).

## Discographie sélective
- 1965 : Les Rockers, Vigon et Les lemons
- 1967 : Nino Ferrer, Nino Ferrer
- 1971 : Gilbert Montagné, Gilbert Montagné
- 1971 : Daydé, Daydé
- 1971 : Le son tombé du ciel, Alain Markusfeld
- 1973 : Z=7L, ZAO
- 1974 : Osiris, ZAO
- 1974 : Speed limit, Speed	limit
- 1975 : Forever blowing bubbles, Clearlight
- 1975 : Delired Cameleon, Clearlight
- 1976 : Clochard, Emmanuel Booz
- 1977 : Les contes du singe fou, Clearlight
- 1979 : Atavisme, Joël Dugrenot & Armande Altaï
- 1982 : Boomerang, Joël Dugrenot
- 1984 : See, Joël Dugrenot
- 1990 : Mosaïques, Joël Dugrenot

## Filmographie sélective
- 1976 : Visa de censure, film de Pierre Clémenti
- 1980 : Détournement mineur, court métrage de Bernard Nauer
- 1984 : Karukéra au bout de la nuit, film de Constant Gros-Dubois